# Teroare
. Sentimentul de  teroare se află la un nivel mult mai ridicat față de frică. Teroarea se manifestă prin: expresii faciale intense, transpirație abundentă, respirație anormală și bătăi rapide ale inimii, și apare de cele mai multe ori în situații extreme în care individul simte că viața îi este pusă în pericol.
Și, spre deosebire de frică, teroarea nu crește treptat, ci te lovește brusc și necontrolabil, ducând la așa zisele atacuri de panică. Este un sentiment puternic, unul din cele mai greu de îndurat, și este extrem de greu să oprești starea pe care ți-o provoacă sentimentul de teroare.
Termenul teroare are semnificația de groază, spaimă, frică provocată intenționat prin amenințări sau prin alte mijloace de intimidare sau de timorare. Asuprire bazată pe intimidare, timorare, amenințare.